# Panachraesta paludosa
Genre
Espèce
Panachraesta paludosa, unique représentant du genre Panachraesta, est une espèce d'araignées aranéomorphes de la famille des Salticidae.

## Distribution
Cette espèce est endémique du Sri Lanka.

## Description
Les femelles mesurent de 5 à 6 mm.

## Publication originale
- Simon, 1900 : Descriptions d'arachnides nouveaux de la famille des Attidae. Annales de la Société Entomologique de Belgique, vol. 44, p. 381-407 (texte intégral).